# Hospital Nacional Simão Mendes
O Hospital Nacional Simão Mendes (HNSM) é uma unidade de saúde guinéu-bissauense, localizado na cidade de Bissau, considerado o maior e mais antigo hospital público do pais, referência em cuidados gerais e diversas especialidades.

## História
O HNSM descende do "Hospício de Bissau", instituição criada em 1690 para tratar de doenças tropicais que ocorriam na cidade, sendo um dos equipamentos sociais mais importantes que foram erguidos junto com a primeira Fortaleza de São José da Amura (que ainda tinha o nome de Fortaleza de Nossa Senhora da Conceição).
Em 1697/1698, no bojo da primeira grande revolta dos povos papéis contra a presença lusitana na ilha de Bissau, o hospício é incendiado pelos papéis e fica em ruínas. Impossibilitados de reconstruir o hospício e continuar sua presença na fortaleza (destruída em 1707), os portugueses abandonam a ilha.
Em 1766, ano da reconstrução definitiva da Fortaleza da Amura, um ofício do sargento-mor engenheiro Manuel Germano da Mata ao secretário do ultramar Mendonça Furtado dava conta que o pároco de Bissau reconstruiu o Hospício de Bissau, contando com mão-de-obra de soldados cabo-verdianos e de prisioneiros, contando com patrocínio financeiro dos reinos papéis da ilha. O novo hospício era ligado ao convento e, por isso, muitas vezes chamado de "Casa de Saúde e Convalescênça". O hospício conseguiu resistir as muitas revoltas e conflitos entre portugueses, papéis e grumetes que assolaram a ilha entre meados do século XVIII e início do século XX.
No início do século XX, após a implantação da República Portuguesa, o Hospício de Bissau deixou de ser gerido pela Paróquia de Bissau, passando a chamar-se ora como "Hospital Geral de Bissau", ora como "Hospital Central de Bissau". Em 1951 ganhou um novo edifício-sede, de autoria do arquiteto Mário de Oliveira.
Após a independência nacional da Guiné-Bissau, passa a ser denominado definitivamente como "Hospital Nacional Simão Mendes", em homenagem a Simão Mendes, um dos heróis da Guerra de Independência da Guiné-Bissau.
Na década de 1990, na esteira da abertura político-econômica e do colapso do sistema socialista, o hospital fica com estruturas bastante degradadas, sendo que, em 1998, no auge da Guerra Civil na Guiné-Bissau, continha a única enfermaria pediátrica do país.
Em 2009–2011, passou por uma remodelação significativa. Em 2011, contava com 417 leitos e oferecia 21 especializações, entre quais: maternidade, pediatria e oftalmologia; além disso ganhou um novo setor de radiologia e um laboratório de análises clínicas. Na época, contava com 41 médicos e 82 enfermeiras. Em 20 de outubro de 2016, uma central de armazenamento e conversão de oxigênio medicinal foi inaugurada na área do hospital. No final de 2018, o hospital tinha mais de 500 leitos e um médico era especialista em cardiologia. A enfermaria pediátrica possuía 158 leitos e contava com 9 médicos e 40 enfermeiras.